# Shigeo Yaegashi
Shigeo Yaegashi (八重樫 茂生 Yaegashi Shigeo?, Daejeon, Imperio del Japón; 24 de marzo de 1933 - Tama, Japón; 2 de mayo de 2011) es un exfutbolista japonés que se desempeñaba como delantero en el Furukawa Electric.

## Clubes
| Club              | País  | Año         |
| ----------------- | ----- | ----------- |
| Furukawa Electric | Japón | 1958 - 1969 |

## Palmarés

### Distinciones individuales
| Distinción                                      | Año  |
| ----------------------------------------------- | ---- |
| Inducido al Salón de la Fama del fútbol japonés | 2005 |